# Liste der Kulturdenkmäler in Schifferstadt
In der Liste der Kulturdenkmäler in Schifferstadt sind alle Kulturdenkmäler der rheinland-pfälzischen Stadt Schifferstadt aufgeführt. Grundlage ist die Denkmalliste des Landes Rheinland-Pfalz (Stand: 18. Juli 2022).

## Denkmalzonen
| Bezeichnung                    | Lage                               | Baujahr      | Beschreibung | Bild                           |
| ------------------------------ | ---------------------------------- | ------------ | --- | ------------------------------ |
| Denkmalzone Jüdischer Friedhof | Neustückweg Lage                   | 1907         | 1907 angelegt, 1938 zerstört; vier Grabsteine                                                                             | weitere Bilder Fotos hochladen |
| Denkmalzone Speyerer Straße    | Speyerer Straße 125, 127, 129 Lage | 1920er Jahre | Gruppe gleichartiger Wohnhäuser mit Toranlagen, eineinhalbgeschossige Putzbauten, expressionistische Motive, 1920er Jahre | BW                             |

## Einzeldenkmäler
| Bezeichnung                                  | Lage                                                | Baujahr                                       | Beschreibung | Bild                           |
| -------------------------------------------- | --------------------------------------------------- | --------------------------------------------- | --- | ------------------------------ |
| Wasserturm                                   | Am Wasserturm, Ecke Mannheimer Straße Lage          | 1931                                          | zwölfseitiger Betonbau mit Zeltdach, 1931, mit technischer Ausstattung; ortsbildprägend | weitere Bilder Fotos hochladen |
| Wohnhaus                                     | Bäckergasse 2 Lage                                  | 1722                                          | eingeschossiges Fachwerkwohnhaus, bezeichnet 1722; ortsbildprägend | Fotos hochladen                |
| Hofanlage                                    | Bahnhofstraße 15 Lage                               | erste Hälfte des 18. Jahrhunderts             | barocker Kleinbauernhof, erste Hälfte des 18. Jahrhunderts; eingeschossiges Fachwerkwohnhaus, Scheune, Stall, Toranlage bezeichnet 1775 | BW                             |
| Wohnhaus                                     | Bahnhofstraße 28 Lage                               | frühes 19. Jahrhundert                        | eingeschossiges Fachwerkwohnhaus mit Kniestock, frühes 19. Jahrhundert | BW                             |
| Wohnhaus                                     | Bahnhofstraße 31 Lage                               | 1898                                          | spätgründerzeitliches Wohnhaus, klinkerverblendeter bzw. sandsteingegliederter Backsteinbau, 1898 | BW                             |
| Wohnhaus                                     | Bahnhofstraße 52 Lage                               | um 1900                                       | sandsteingegliederter Putzbau auf unregelmäßigem Grundriss, Renaissance- und Jugendstilmotive, um 1900; ortsbildprägend | Fotos hochladen                |
| Wohnhaus                                     | Bahnhofstraße 53 Lage                               | 1921                                          | Wohnhaus der Walzenmühle Gebrüder Strobel; stattlicher Putzbau, historisierende und Heimatstilmotive, bezeichnet 1921 | BW                             |
| Villa                                        | Bahnhofstraße 72 Lage                               | 1920er Jahre                                  | barockisierende Doppelvilla auf unregelmäßigem Grundriss, Walmdach, 1920er Jahre | BW                             |
| Bahnhof Schifferstadt                        | Bahnhofstraße, zu Nr. 83 Lage                       | 1847                                          | vom 1847 fertiggestellten Bahnhof erhalten: Reste des historisierenden gusseisernen Tragwerks der Bahnsteigüberdachung, Reste der Geländer zur Unterführung, 1847 | Fotos hochladen                |
| Wohnhaus                                     | Bahnhofstraße 102 Lage                              | um 1900                                       | spätgründerzeitliches Wohnhaus, verklinkerter Backsteinbau, Jugendstilmotive, um 1900 | BW                             |
| Wohnhaus                                     | Burgstraße 5 Lage                                   | Anfang des 18. Jahrhunderts                   | barockes Fachwerkwohnhaus, wohl vom Anfang des 18. Jahrhunderts; straßenbildprägend | Fotos hochladen                |
| Wohnhaus                                     | Burgstraße 6 Lage                                   | 1700                                          | eingeschossiges barockes Fachwerkhaus mit Kniestock, bezeichnet 1700 (?) | Fotos hochladen                |
| Wohnhaus                                     | Burgstraße 8 Lage                                   | Mitte des 18. Jahrhunderts                    | eingeschossiges barockes Fachwerkhaus mit Kniestock, wohl aus der Mitte des 18. Jahrhunderts | Fotos hochladen                |
| Hofanlage                                    | Burgstraße 14 Lage                                  | 1703                                          | große barocke Hofanlage; Fachwerkwohnhaus, bezeichnet 1703; Fachwerkhaus mit Krüppelwalmdach, Torfahrt bezeichnet 1737 | Fotos hochladen                |
| Wohnhaus                                     | Burgstraße 21 Lage                                  | 1720                                          | barockes Fachwerkwohnhaus, bezeichnet 1720 | Fotos hochladen                |
| Wohnhaus                                     | Burgstraße 23 Lage                                  | 1787                                          | eingeschossiges Fachwerkhaus mit Kniestock, bezeichnet 1787, Torpfosten bezeichnet 1778 | Fotos hochladen                |
| Wohnhaus                                     | Burgstraße 26 Lage                                  | zweite Hälfte des 18. Jahrhunderts            | eingeschossiges Fachwerkwohnhaus mit Kniestock, zweite Hälfte des 18. Jahrhunderts | Fotos hochladen                |
| Hofanlage                                    | Burgstraße 31 Lage                                  | 18. und 19. Jahrhundert                       | Dreiseithof, 18. und 19. Jahrhundert; Fachwerkbau mit Kniestock, 18. Jahrhundert; Altensitz, Torfahrt | BW                             |
| Hofanlage                                    | Burgstraße 40 Lage                                  | 18. Jahrhundert                               | ehemalige Hofanlage; zwei Fachwerkbauten, 18. Jahrhundert und erste Hälfte des 18. Jahrhunderts; straßenbildprägend | BW                             |
| Wohnhaus                                     | Burgstraße 56 Lage                                  | erste Hälfte des 18. Jahrhunderts             | eingeschossiges Fachwerkwohnhaus mit Kniestock, erste Hälfte des 18. Jahrhunderts | BW                             |
| Wegekreuz                                    | Burgstraße, an Nr. 64 Lage                          | Mitte des 19. Jahrhunderts                    | neugotisches Stationskreuz, Gusseisen, Mitte des 19. Jahrhunderts | BW                             |
| Wohnhaus                                     | Große Kapellenstraße 6 Lage                         | Mitte des 18. Jahrhunderts                    | eingeschossiges Fachwerkwohnhaus, Mitte des 18. Jahrhunderts | Fotos hochladen                |
| Wohnhaus                                     | Große Kapellenstraße 8 Lage                         | 1743                                          | eingeschossiges Fachwerkwohnhaus, bezeichnet 1743 | Fotos hochladen                |
| Torpfosten                                   | Große Kapellenstraße, zu Nr. 31 Lage                | 1778                                          | drei spätbarocke Pfosten einer Toranlage, bezeichnet 1778 | BW                             |
| Wohnhaus                                     | Große Kapellenstraße 41 Lage                        | 1756                                          | eingeschossiges Fachwerkwohnhaus mit Kniestock, Torpfosten bezeichnet 1756 | Fotos hochladen                |
| Wegekreuz                                    | Hauptstraße, Ecke Speyerer Straße (Kreuzplatz) Lage | 1650                                          | Sandsteinkruzifix, bezeichnet 1816, auf Barocksockel (Nachbildung der 1990er Jahre), originales Sockelfundament von 1650 | Fotos hochladen                |
| Wohnhaus                                     | Iggelheimer Straße 3 Lage                           | um 1920                                       | stattliches Wohnhaus, eingeschossiger Mansarddachbau, um 1920 | BW                             |
| Wohnhaus                                     | Iggelheimer Straße 5 Lage                           | 1920er Jahre                                  | villenartiges gusssteingegliedertes Wohnhaus mit Walmdach, 1920er Jahre | Fotos hochladen                |
| Katholische Pfarrkirche St. Laurentius       | Jägerstraße 16 Lage                                 | 1928/29                                       | dreischiffiger expressionistischer Bau mit Turm, 1928/29, Architekt Albert Boßlet; mit Ausstattung | weitere Bilder Fotos hochladen |
| Wegekreuz                                    | Ketzerweg, vor Nr. 30 Lage                          | 1817                                          | Wegekreuz, Rotsandstein, bezeichnet 1817 | BW                             |
| Wohn- und Geschäftshaus                      | Kirchenstraße 3 Lage                                | 1903                                          | ehemalige Darlehnskasse; repräsentativer Jugendstilbau, 1903 | BW                             |
| Wohnhaus                                     | Kirchenstraße 6 Lage                                | 1835                                          | eingeschossiges Fachwerkwohnhaus mit Kniestock, bezeichnet 1835 | Fotos hochladen                |
| Gasthaus Zur Kanne                           | Kirchenstraße 9 Lage                                | erste Hälfte des 18. Jahrhunderts             | stattlicher zweigeschossiger Fachwerkbau, erste Hälfte des 18. Jahrhunderts | Fotos hochladen                |
| Katholisches Pfarrhaus                       | Kirchenstraße 10 Lage                               | 1883                                          | Walmdachbau im Stil italienischer Renaissance-Villen, 1883 | Fotos hochladen                |
| Katholische Pfarrkirche St. Jakobus          | Kirchenstraße 14 Lage                               | ab dem 14. Jahrhundert                        | neuromanische dreischiffige Sandsteinbasilika, 1839, Entwurf August von Voit, Veränderungen 1854–60 durch Ludwig Hagemann; zwei Turmuntergeschosse aus dem 14. Jahrhundert; mit Ausstattung | weitere Bilder Fotos hochladen |
| Skulptur                                     | Kirchenstraße, an Nr. 16 Lage                       | 1897                                          | neugotische Skulptur der hl. Elisabeth, 1897 | Fotos hochladen                |
| Heimatmuseum                                 | Kirchenstraße 17 Lage                               | um 1830                                       | ehemaliges Gasthaus „Zum Adler“; Eckbau: teilweise Fachwerk, um 1830, Muschelnische mit Barockmadonna; rückwärtig ehemalige Nebengebäude, teilweise Fachwerk, um 1875; Westbau: Fachwerkhaus, 18. Jahrhundert; ortsbildprägend | weitere Bilder Fotos hochladen |
| Wohnhaus                                     | Kirchenstraße 19 Lage                               | 1749                                          | Fachwerkwohnhaus mit Wetterdächern, Toranlage bezeichnet 1749 | Fotos hochladen                |
| Gaststätte Zum grünen Baum                   | Kirchenstraße 20 Lage                               | zweite Hälfte des 19. Jahrhunderts            | ehemalige Gaststätte „Zum grünen Baum“; sandsteingegliederter Putzbau mit Torfahrt, zweite Hälfte des 19. Jahrhunderts | Fotos hochladen                |
| Wohnhaus                                     | Kleine Kapellenstraße 1 Lage                        | 18. Jahrhundert                               | eingeschossiges Fachwerkwohnhaus mit Kniestock, 18. Jahrhundert; teilweise Überformung im 19. und 20. Jahrhundert | BW                             |
| Wohnhaus                                     | Kleine Kapellenstraße 3 Lage                        | Mitte des 18. Jahrhunderts                    | eingeschossiges Fachwerkwohnhaus mit Kniestock, Mitte des 18. Jahrhunderts | BW                             |
| Relief                                       | Lammgasse, an Nr. 1 Lage                            | um 1500                                       | Relieftondo, Lamm Gottes, um 1500 | BW                             |
| Wohnhaus                                     | Langgasse 10 Lage                                   |                                               | eingeschossiges Fachwerkhaus | BW                             |
| Wohnhaus                                     | Langgasse 20 Lage                                   | 1836                                          | eingeschossiges Fachwerkwohnhaus mit Kniestock, bezeichnet 1836 | Fotos hochladen                |
| Evangelisches Gemeindehaus                   | Langgasse 54 Lage                                   | 1864                                          | ehemalige protestantische Schule; eingeschossiger siebenachsiger Putzbau, 1864 (?) | Fotos hochladen                |
| Protestantische Martin-Luther-Kirche         | Langgasse 56 Lage                                   | um 1660                                       | nachgotischer Saalbau mit Dachreiter, um 1660 | weitere Bilder Fotos hochladen |
| Wohnhaus                                     | Langgasse 60 Lage                                   | um 1810                                       | eingeschossiges Fachwerkwohnhaus mit Kniestock, um 1810 | BW                             |
| Protestantisches Pfarrhaus                   | Langgasse 61 Lage                                   | 1923                                          | villenartiger Mansarddachbau mit Fußwalm, 1923 | Fotos hochladen                |
| Protestantische Gustav-Adolf-Kirche          | Lillengasse 99 Lage                                 | 1953/54                                       | hausartiger Saalbau, Zwischenbau, Glockenturm, 1953/54, Architekten Karl Sturm, August Rosenkranz und Otto Stahl | weitere Bilder Fotos hochladen |
| Wohnhaus                                     | Ludwigstraße 7 Lage                                 | Anfang des 20. Jahrhunderts                   | Wohnhaus mit Kniestock, Jugendstilfachwerk, Anfang des 20. Jahrhunderts | Fotos hochladen                |
| Wohnhaus                                     | Ludwigstraße 9 Lage                                 | 18. Jahrhundert                               | eingeschossiges Fachwerkwohnhaus mit Kniestock, 18. Jahrhundert | Fotos hochladen                |
| Wohnhaus                                     | Ludwigstraße 14 Lage                                | 18. Jahrhundert                               | eingeschossiges Fachwerkwohnhaus mit Kniestock, 18. Jahrhundert | Fotos hochladen                |
| Hofanlage                                    | Ludwigstraße 32 Lage                                | 19. Jahrhundert                               | Hofanlage, 19. Jahrhundert; eingeschossiges Fachwerkwohnhaus mit Kniestock, Stall, Scheune | Fotos hochladen                |
| Wohnhaus                                     | Ludwigstraße 33 Lage                                | Ende des 17. oder Anfang des 18. Jahrhunderts | eingeschossiges Fachwerkwohnhaus mit Kniestock, Ende des 17. oder Anfang des 18. Jahrhunderts | BW                             |
| Kriegerdenkmal, Friedhofskreuz und Grabmäler | Mannheimer Straße, auf dem Friedhof Lage            | ab 1782                                       | zwei barocke Grabkreuze in der Umfassungsmauer; Friedhofskreuz, bezeichnet 1782; Kriegerdenkmal 1866, 1870/71, 1914/18, Gussstein, um 1930; Grabmäler: Doppelgrab Ernst Freiherr von Gagern († 1865) und Margaretha Freifrau von Gagern († 1859): Nichenaufsätze mit Figuren; A. M. Day († 1895): drapiertes Kreuz, signiert Kern; H. H. Maurer († 1907): Engel, Galvanoplastik der Kunstanstalt Geisslingen, Stuttgart; J. Schotthofer († 1919): Urne mit Lorbeergehängen, Gussstein | Fotos hochladen                |
| Wohnhaus                                     | Mannheimer Straße 3 Lage                            | Mitte des 18. Jahrhunderts                    | eingeschossiges Fachwerkwohnhaus mit Kniestock, Mitte des 18. Jahrhunderts | Fotos hochladen                |
| Kapelle                                      | Mannheimer Straße, Ecke Friedhofstraße Lage         | 1837                                          | katholische Kapelle; Putzbau, 1837; innen historisierende Marienfigur; vor der Kapelle Wegekreuz, Sockel bezeichnet 1747, Kreuz bezeichnet 1817, Korpus 1870 | Fotos hochladen                |
| Altes Rathaus                                | Marktplatz 1 Lage                                   | 1558                                          | Fachwerkbau mit massivem Arkadenerdgeschoss, bezeichnet 1558, Ober- und Dachgeschosse von 1685; platzbildprägend | weitere Bilder Fotos hochladen |
| Gasthaus Zum Ochsen                          | Marktplatz, zu Nr. 3 Lage                           | 1920er Jahre                                  | Saalbau des Gasthauses; eingeschossiger Zeilenbau, expressionistischen Motive, 1925 von Reeb und Weber, Schifferstadt; originaler Innenausbau | BW                             |
| Hofanlage                                    | Marktplatz 6 Lage                                   | 18. Jahrhundert                               | barocke ehemalige Hofanlage, 18. Jahrhundert; Fachwerkwohnhaus mit Krüppelwalmdach, Toranlage bezeichnet 1738; platzbildprägend | Fotos hochladen                |
| Villa                                        | Mühlstraße 11 Lage                                  | um 1912                                       | Villa im Landhausstil mit Jugendstildekor, um 1912 | BW                             |
| Schulhaus                                    | Rehbachstraße 2 Lage                                | 1883                                          | Schule; dreigeschossiger neuklassizistischer Putzbau, 1883 | Fotos hochladen                |
| Gasthaus Drei Kronen                         | Speyerer Straße 1 Lage                              | 1724                                          | Fachwerkeckhaus, 1724, Fachwerkanbau wenig später; platzbildprägend | Fotos hochladen                |
| Wohnhaus                                     | Speyerer Straße 9 Lage                              | Mitte des 18. Jahrhunderts                    | eingeschossiges Fachwerkwohnhaus mit Kniestock, Mitte des 18. Jahrhunderts | BW                             |
| Wohnhaus                                     | Zwerchgasse 7 Lage                                  | spätes 18. Jahrhundert                        | eingeschossiges Fachwerkwohnhaus mit Kniestock, wohl aus dem späten 18. Jahrhundert | BW                             |